# Theodor Wagner (Bildhauer)

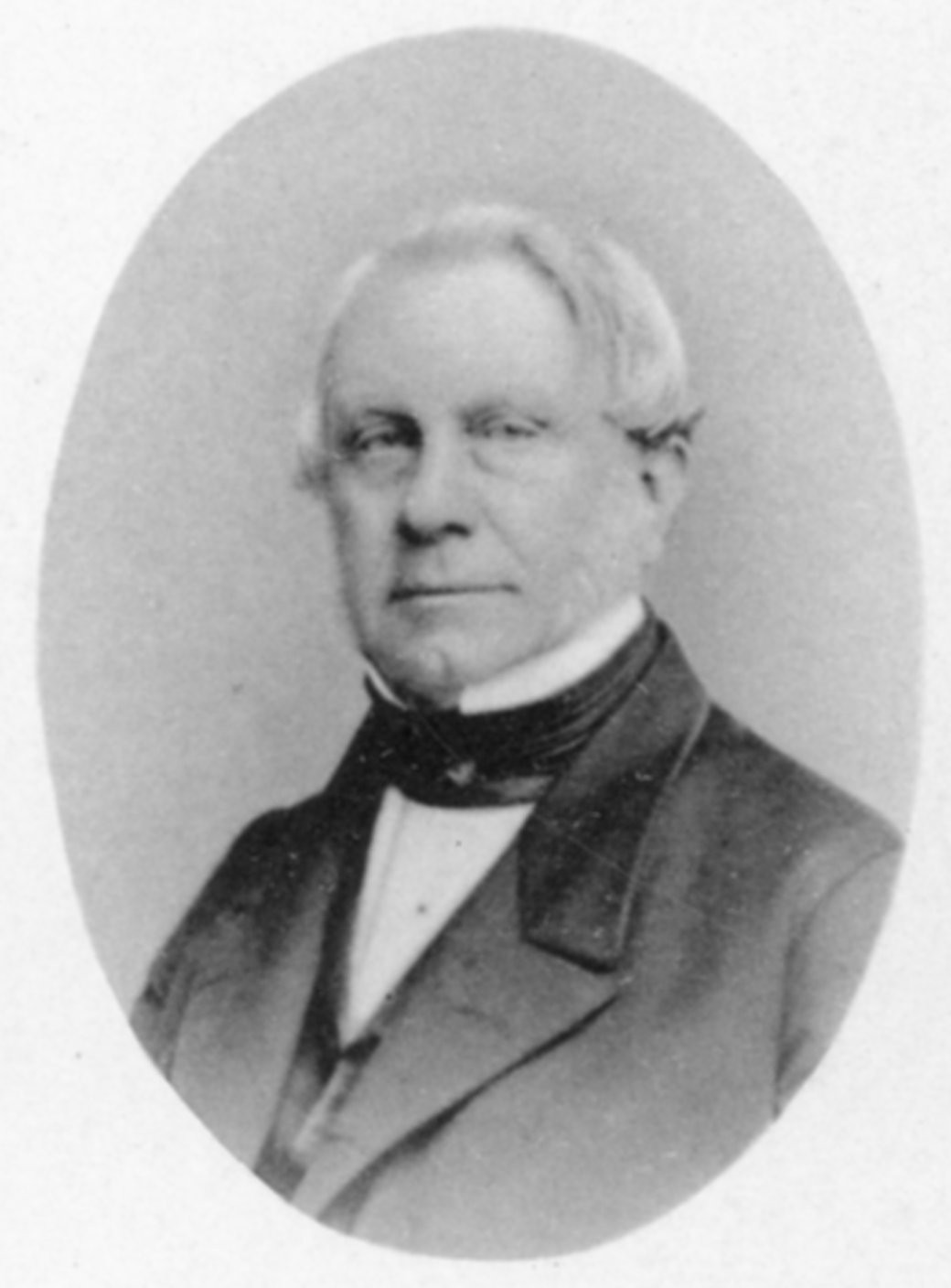
Theodor Wagner

Theodor Wagner, ab 1854 Theodor von Wagner (* 21. März 1800 in Stuttgart; † 10. Juli 1880 ebenda), war ein deutscher klassizistischer Bildhauer und Hochschullehrer. 

## Leben
Wagner war der Sohn des Münzmedailleurs Johann Ludwig Albert Wagner (1773–1845), der von 1798 bis zu seinem Tod in der königlichen Münze in Stuttgart tätig war. Er besuchte das Gymnasium und war seit seinem zwölften Lebensjahr ein Schüler von Johann Heinrich Dannecker. In dessen Atelier erlernte er das Zeichnen und Modellieren und widmete sich von 1814 bis 1823 der Plastik, ehe er nach Rom ging. Im Auftrag König Wilhelms von Württemberg fertigte er unter Bertel Thorvaldsens Leitung eine Marmorstatue des Heiligen Lukas für die Grabkapelle der Königin Katharina von Württemberg (gestorben 1819) auf dem Rotenberg bei Cannstatt.
Wagner hielt sich mehrere Jahre in Rom auf und widmete sich den Studien der Plastik der Antike. 1825 schuf er ein Basrelief mit Bacchus und Ariadne. Nach seiner Rückkehr beauftragte ihn der König mit der Ausführung von Bildwerken in seinem Landschloss Rosenstein bei Stuttgart. Er fertigte Figuren für die Villen und Schlösser der Umgebung sowie für Museen und für das Wilhelma-Theater in Cannstatt. Unter seinen Werken waren die Erzstatuen der vier Stände und die Reliefs für die Jubiläumssäule auf dem Stuttgarter Schlossplatz, eine büßende Magdalena, eine Marmorstatue der Rebekka, die Figuren eines Schnitters und einer Schnitterin sowie Medaillons und zahlreiche Büsten nach dem Leben. Er fertigte unter anderem Büsten des Oberhofbaumeisters Giovanni Salucci und der Dichter Wilhelm Hauff und Friedrich Schiller.
Im Jahr 1835 erneuerte er das Denkmal für Konrad Widerholt, der im Dreißigjährigen Krieg durch die Verteidigung der Festung Hohentwiel bekannt wurde, und dessen Frau. Wagner fertigte die neuen Büsten in Sandstein aus. Dieses Bildnis wurde 1839 in Bronze gegossen. 1842 verwendete er für eine kniende in Sandstein ausgeführte Nymphe an einem öffentlichen Brunnen ein Modell Danneckers.
1836 wurde er als Professor an die Stuttgarter Kunstakademie berufen.
Wagner gab 1841 einen Lebensabriss Danneckers heraus, in dem einige seiner Werke verzeichnet waren, die von Carl Grüneisen beschrieben wurden. Er war zudem Inspektor der plastischen Sammlungen des Königs von Württemberg.
Zu seinen Schülern zählten Albert Güldenstein, Wilhelm Rösch und Hermann Bach. Er war ein Schwager Johann Nepomuk Zwergers, der mit Sophie Amalie geb. Wagner (* 25. Februar 1803) verheiratet war.

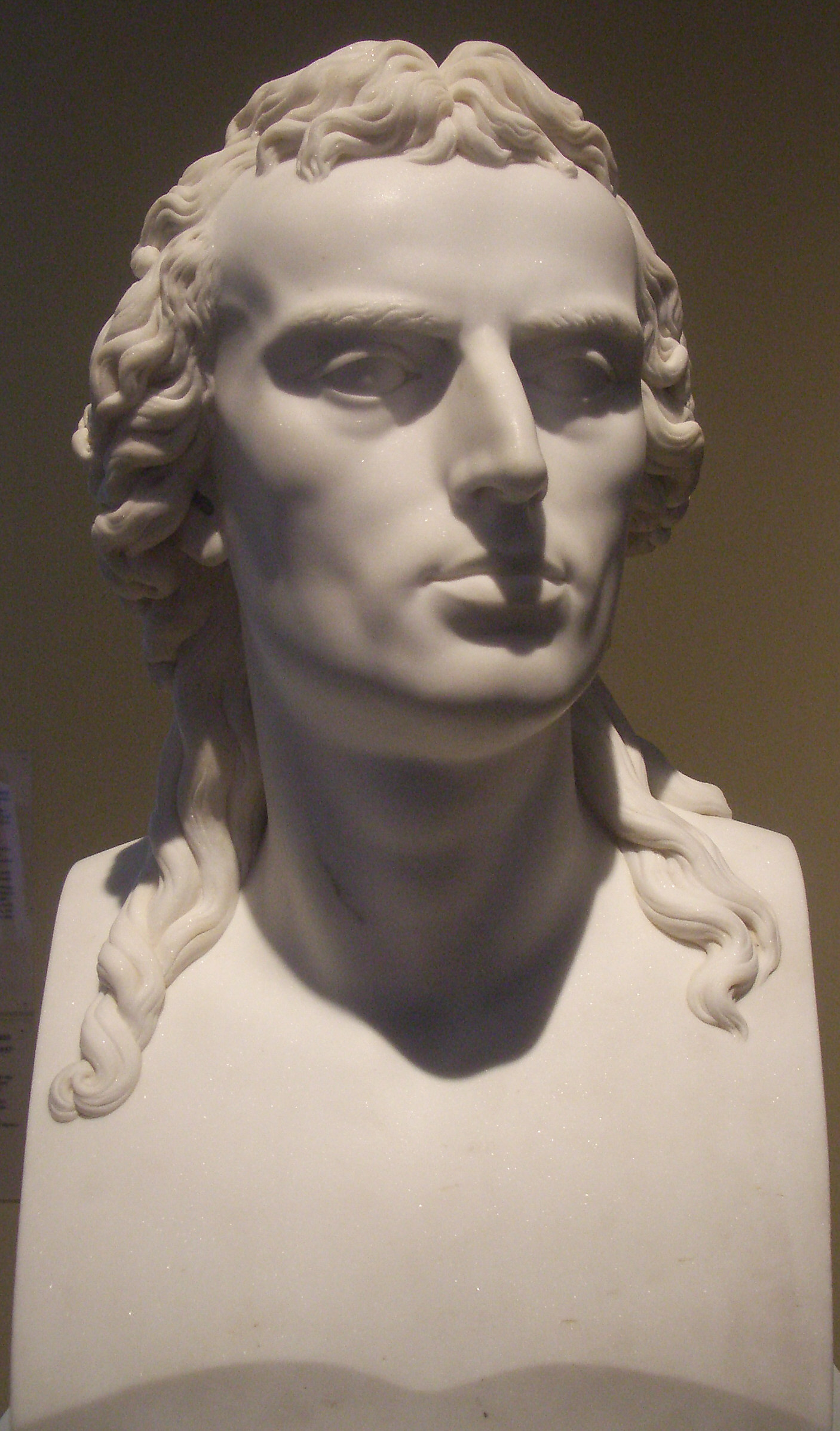
Schillerbüste von Theodor Wagner (nach Dannecker) in Nürnberg
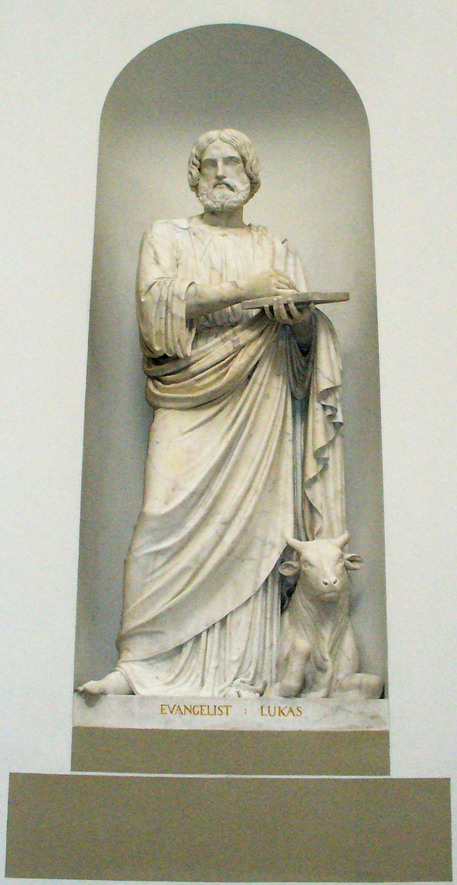
Evangelist Lukas in der Grabkapelle auf dem Württemberg
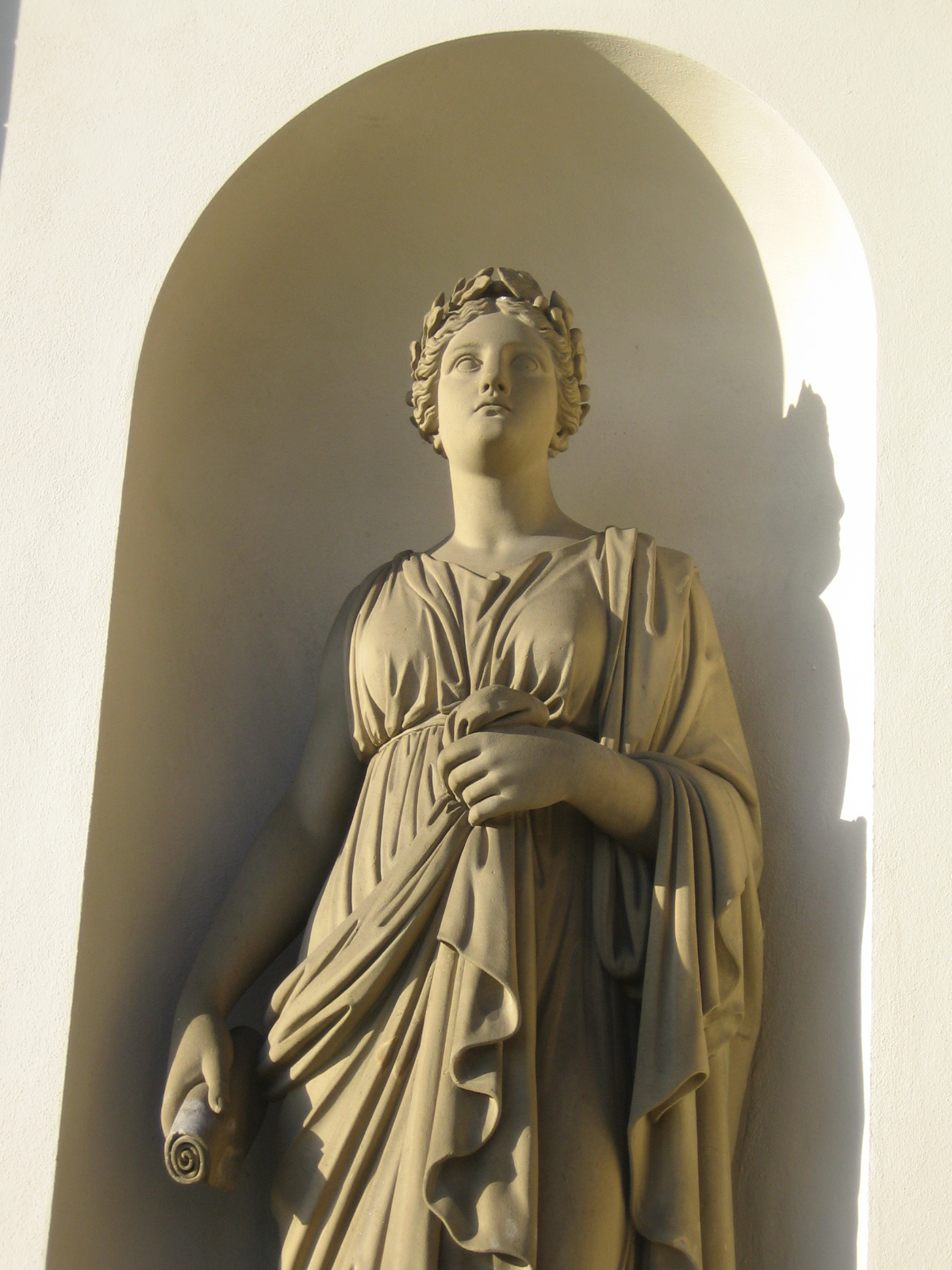
Muse Calliope am Schloss Rosenstein
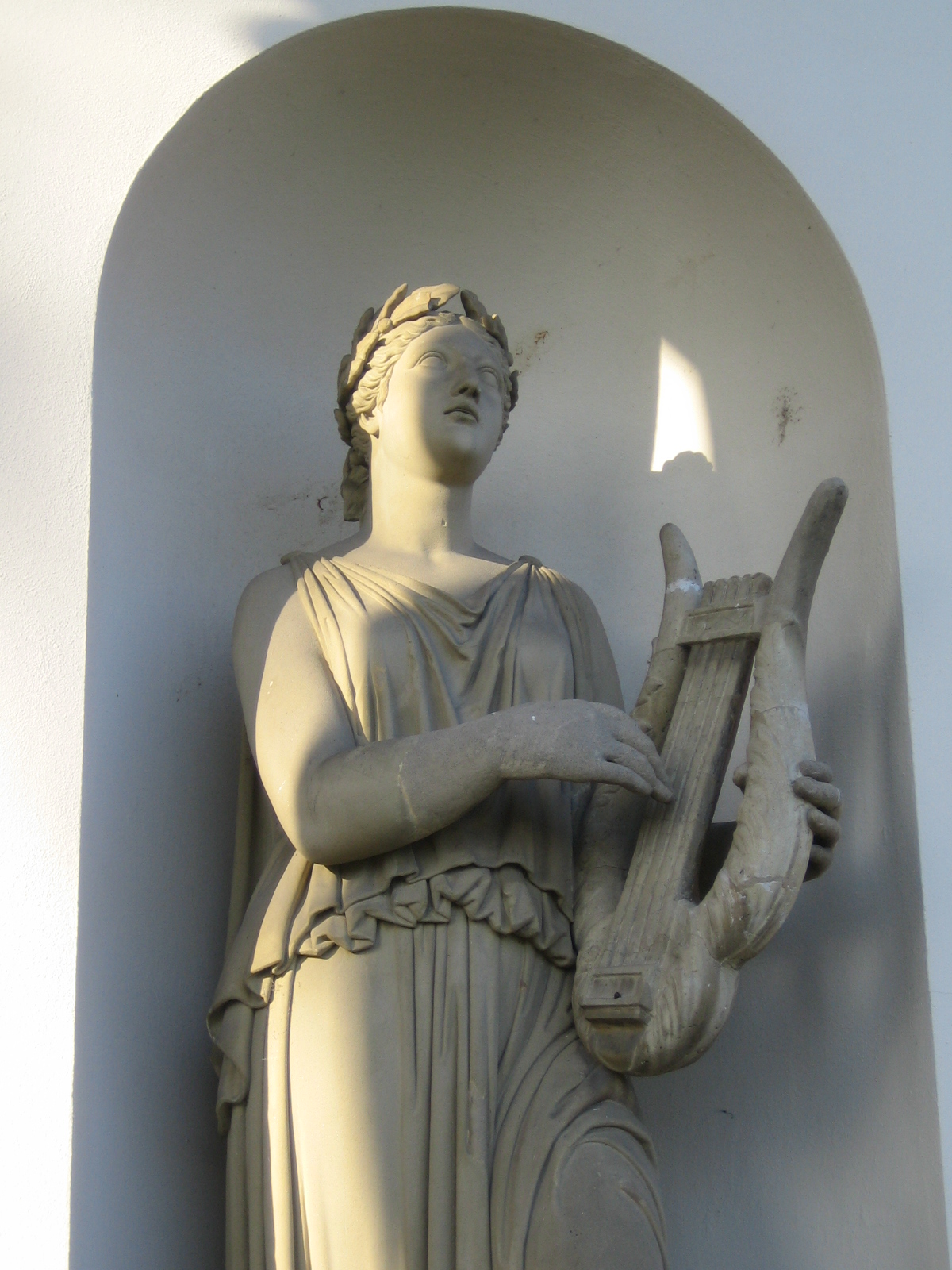
Muse Erato am Schloss Rosenstein
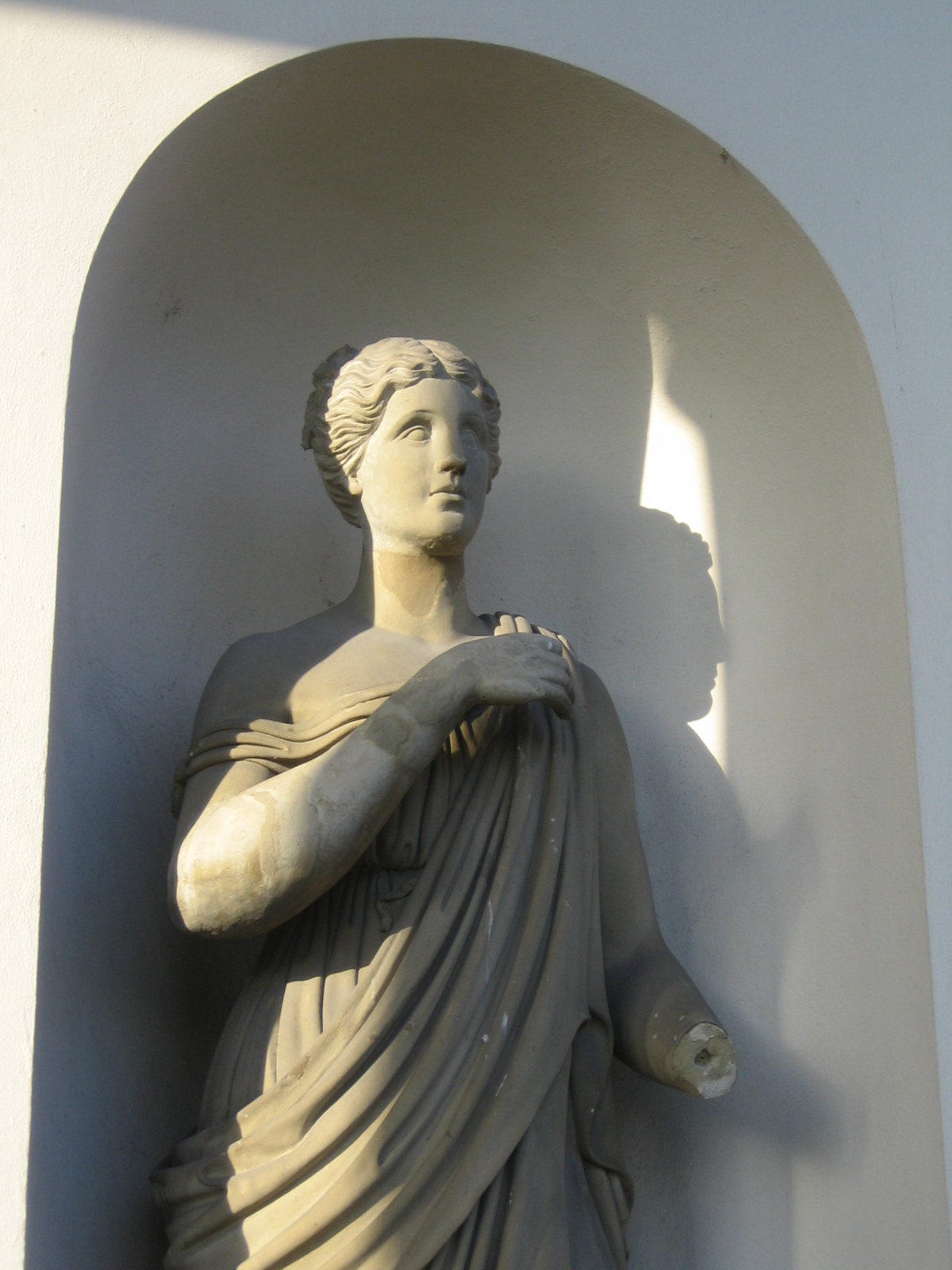
Muse Euterpe am Schloss Rosenstein
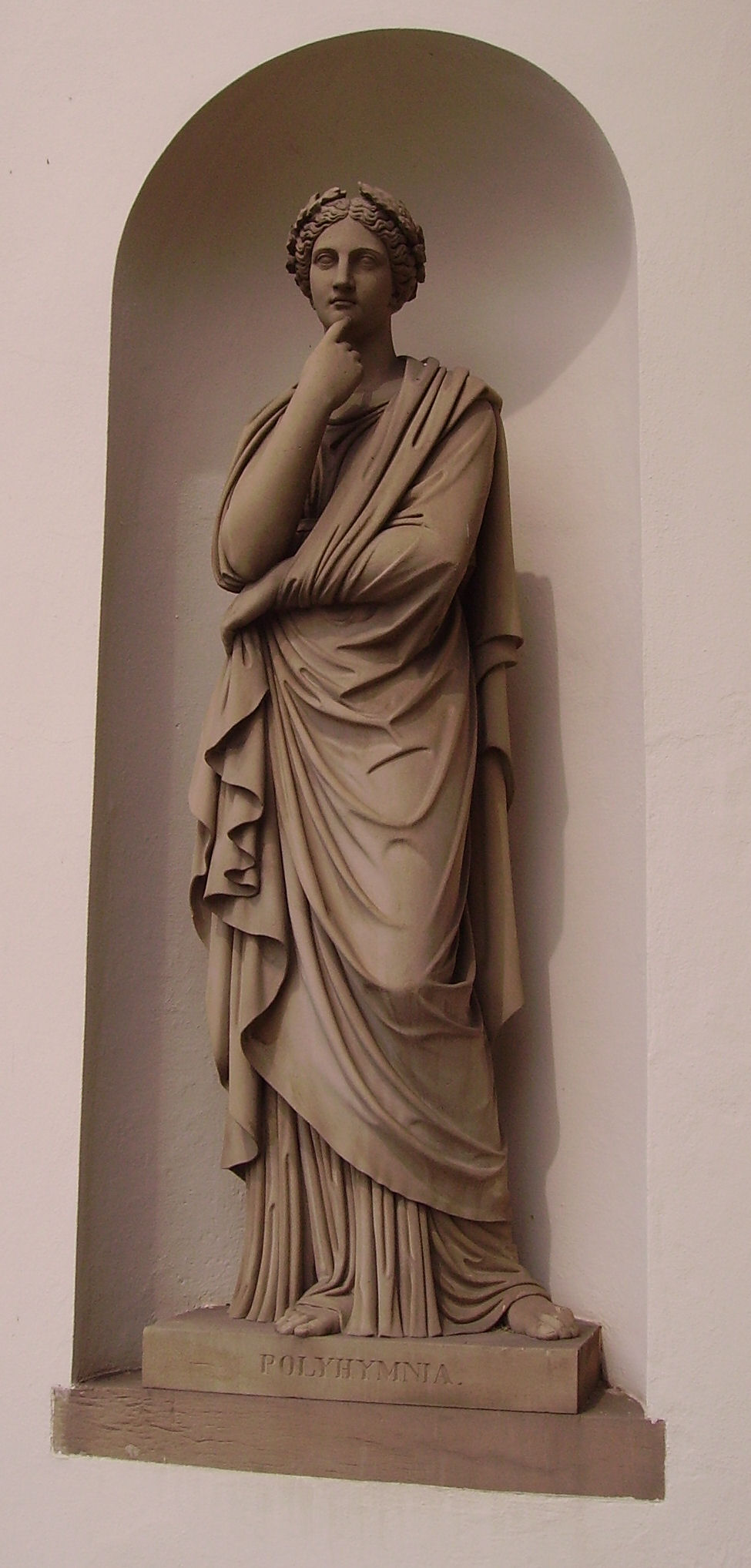
Muse Polyhymnia am Schloss Rosenstein
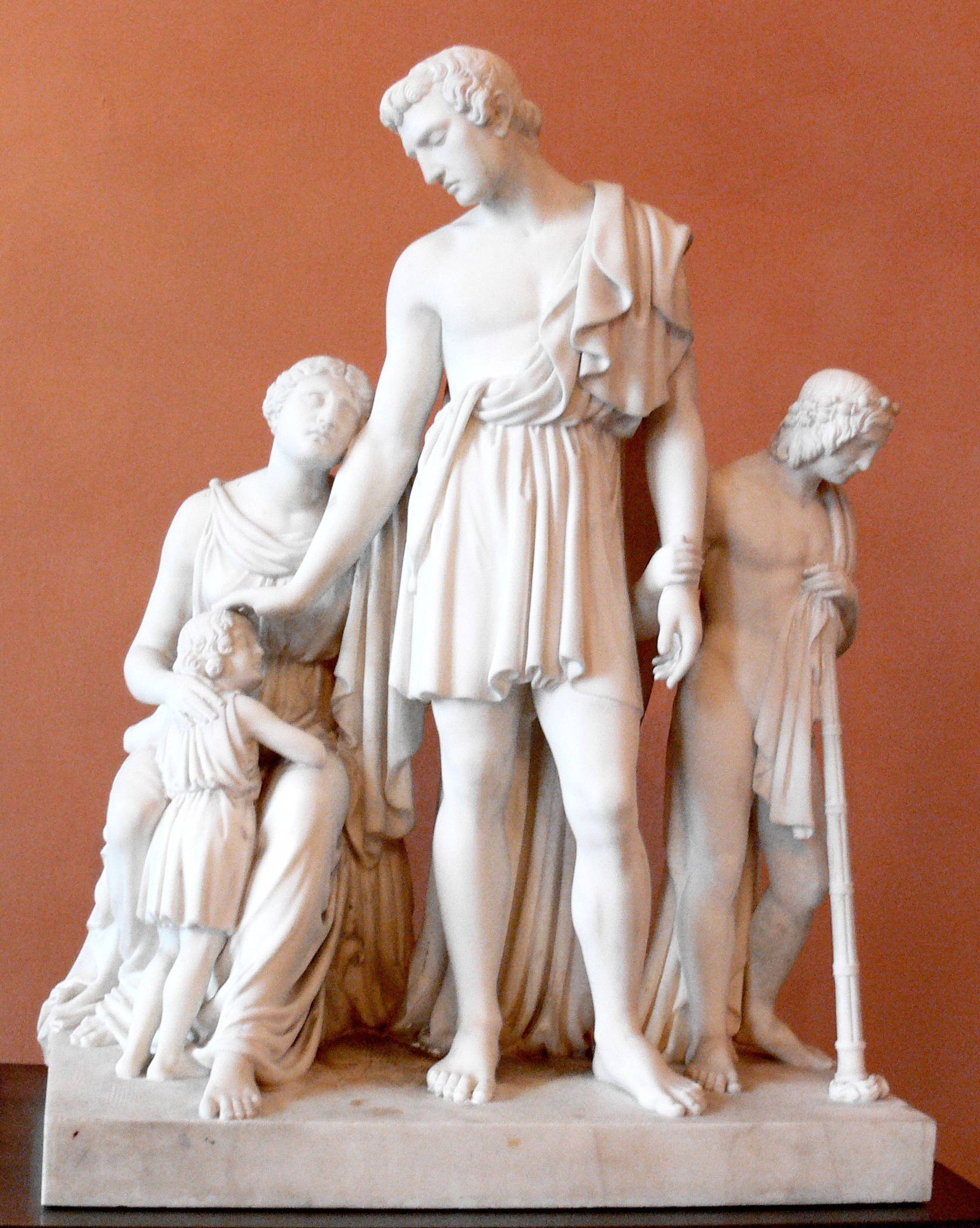
Abschied von der Familie, 1838
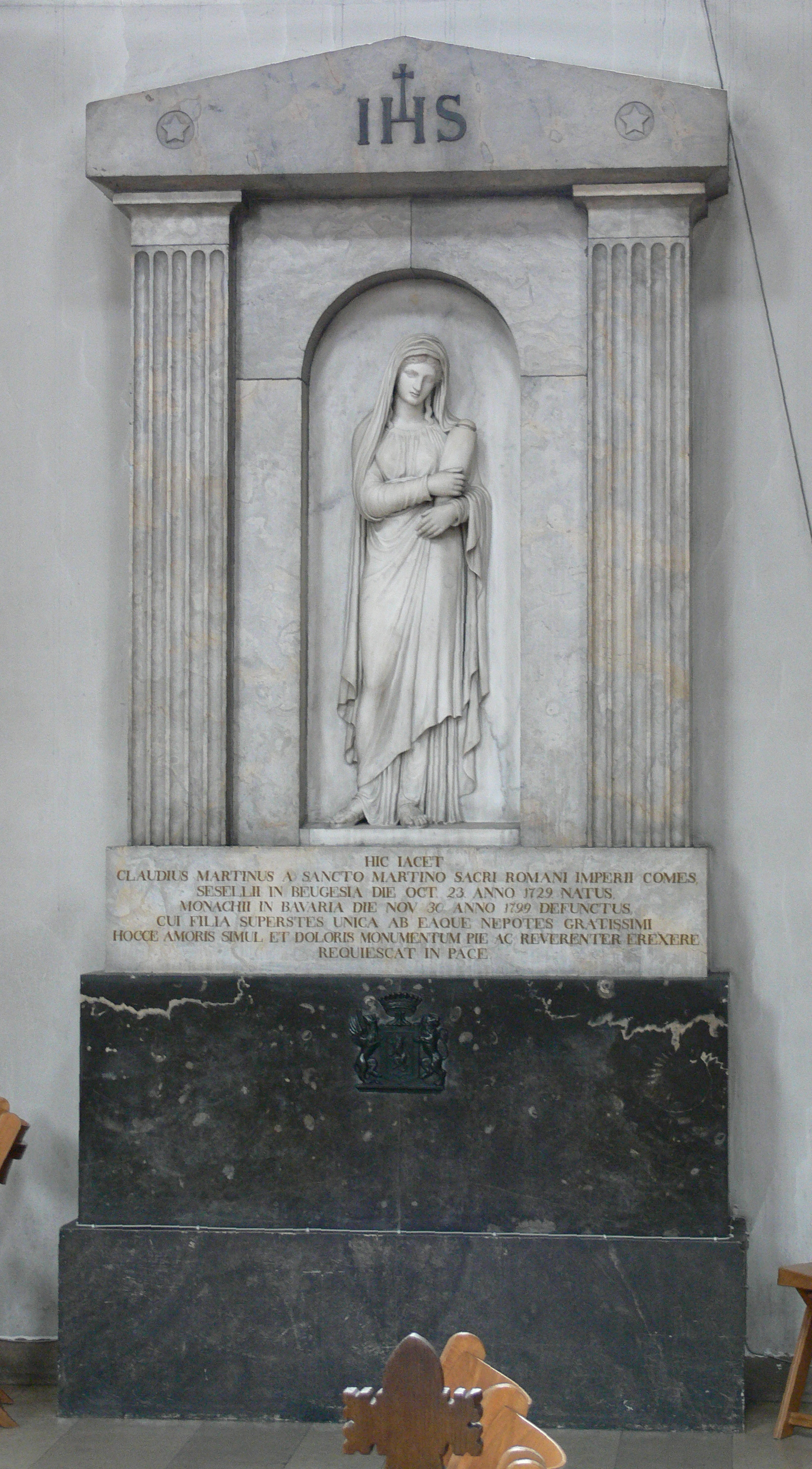
Grabmal für Claude de Saint Martin in der Mannheimer Heilig-Geist-Kirche

## Ehrungen
- 1854: Ritterkreuz I. Klasse des Ordens der Württembergischen Krone (verbunden mit der Nobilitierung)[5]
- Russischer Sankt-Stanislaus-Orden[6]
- Ernestinischer Hausorden[6]